# Санта Кларита
Санта Кларита (на англ. Santa Clarita) е град в окръг Лос Анджелис, щата Калифорния, САЩ. Санта Кларита е с население от 167 954 жители (Калифорнийския финансов отдел 2005 г.), а общата му площ е 123,90 км² (47,80 мили²).